# Psalm 125

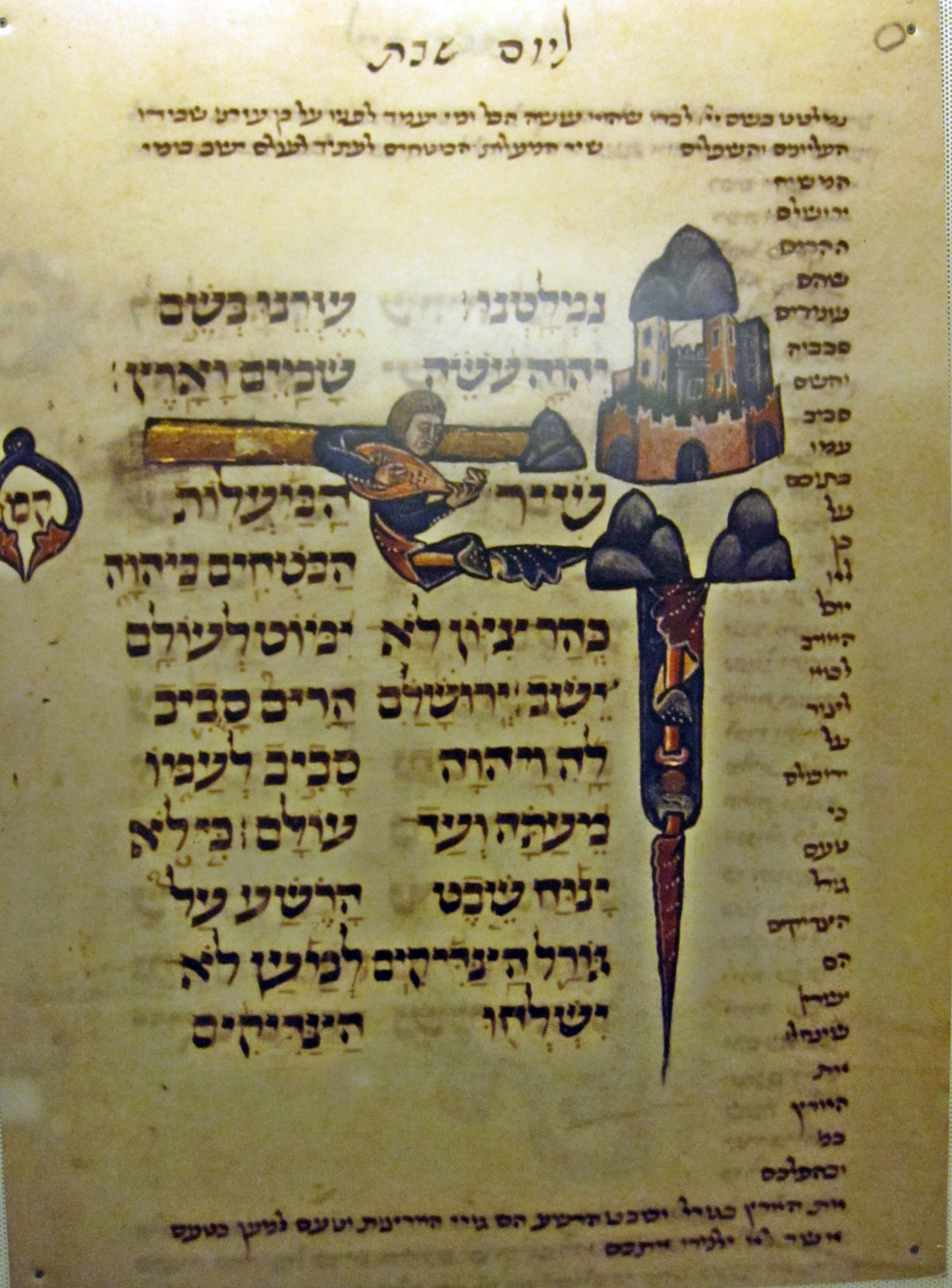
Psalm 125: ein Musiker und eine Miniatur der Stadt Jerusalem, umgeben von Bergen, rahmen das Anfangswort שיר „Lied“ ein. (Hebräisches Manuskript, Frankreich 13. Jahrhundert, Museum Beit Hatefusot)

Der kurze Psalm 125 (Septuaginta- und Vulgatazählung: Psalm 124) wird in mittelalterlich-lateinischer Tradition auch nach seinen Anfangsworten benannt: Qui confidunt in Domino. Er gehört zur Gruppe der Wallfahrtspsalmen und verbindet Zionstheologie mit weisheitlichem Denken.

## Inhalt
Verse 1 und 2: Zwei Vergleiche, die aus der Topographie Jerusalems ermutigende Aussagen über den Gott Israels ableiten: er ist zuverlässig, und er ist fürsorglich.
Vers 3: Notschilderung. Die ungerechte Landverteilung im Lande Israel droht die Gerechten (צדיקים, zaddikim) zu korrumpieren. Diese Zaddikim sind keine Sondergruppe, sondern eine andere Bezeichnung für das ganze Volk Israel.
Verse 4–5a: Zwei Bitten. JHWH soll den weisheitlichen Tun-Ergehens-Zusammenhang durchsetzen, den Guten soll es gut gehen und den Bösen schlecht.
Vers 5b: Friedenszuspruch an Israel.

## Kontext

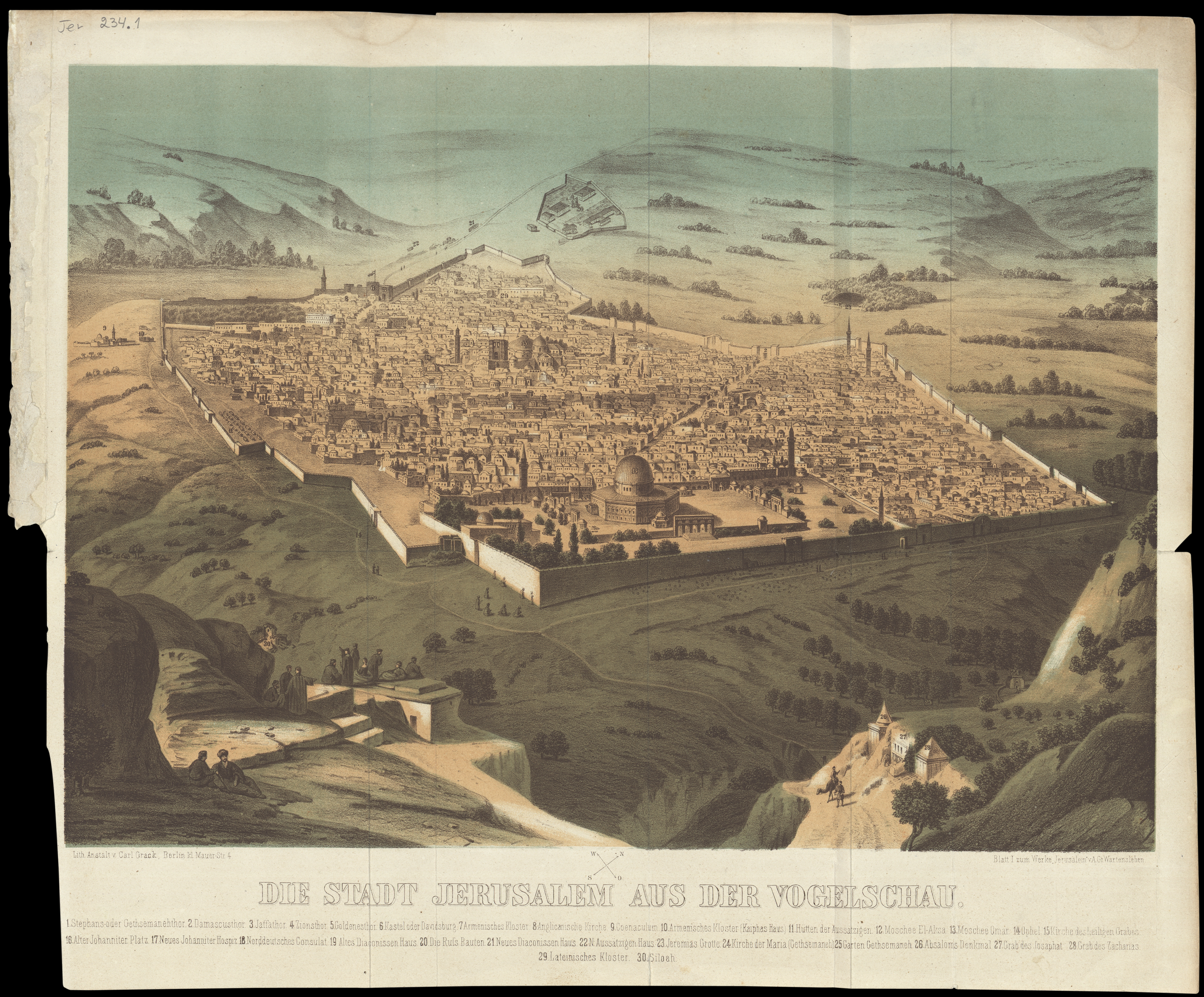
Die topographische Situation Jerusalems im Judäischen Bergland (19. Jahrhundert).

Psalm 125 rahmt zusammen mit Psalm 129, der gleichfalls eine unheile Welt thematisiert, drei Psalmen ein, die ein quasi idyllisches, gesegnetes Leben beschreiben. Diese Dreiergruppe 126–128 entwirft in der Komposition des Wallfahrtspsalters drei „tröstende Gegenbilder“ zu Psalm 125 und 129.

## Rezeption

### Stundengebet
Nach dem Benediktinischen Antiphonale wird Psalm 125 in der Mittagshore am Dienstag gebetet, außerdem mittags im Commune-Offizium für Herrenfeste, Kirchweihe, Mönche und Nonnen, heilige Männer und mittags im Proprium des 29. September (Michaelisfest). Notker Füglister stellte also durch seine Psalmenverteilung eine hohe Präsenz der Aussagen von Psalm 125 im klösterlichen Tagesablauf her.